# Igreja de Tsughrughashenia

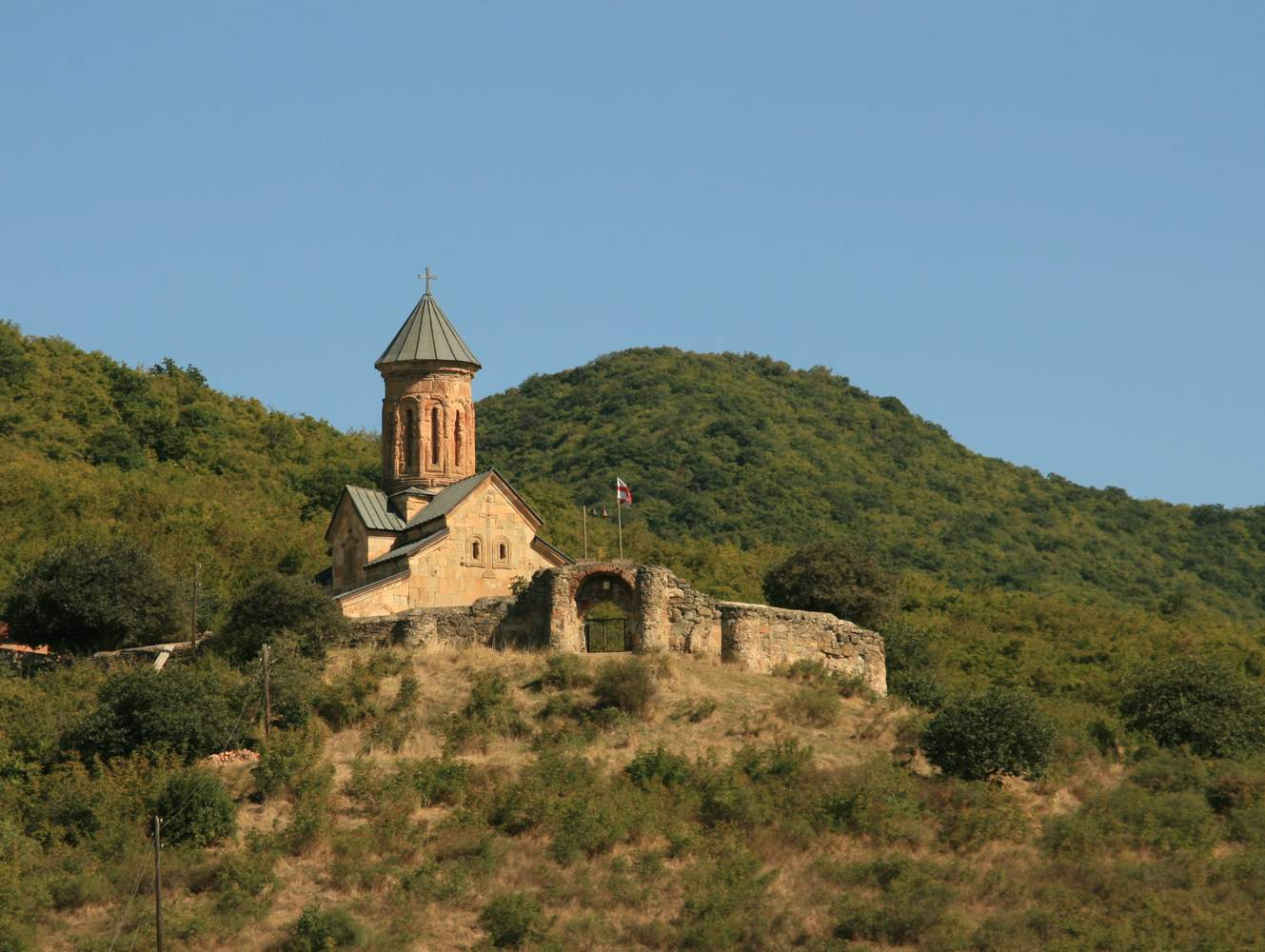
Igreja de Tsughrughasheni

A igreja de Tsughrughasheni (em georgiano:  წუღრუღაშენის ეკლესია) é uma igreja ortodoxa georgiana, localizada no distrito de Bolnisi, na Geórgia. A igreja é considerada um monumento cultural.

## História
A igreja foi construída de 1212 a 1222, supostamente pelo rei George IV da Geórgia, da dinastia Bagrationi. 
A igreja de Tsughrughasheni tem alguma semelhança estilística com outras igrejas georgianas dos séculos XII e XIII, como os mosteiros de Betânia, Kvatakhevi e Pitareti, mas é menor que estas e tem uma cúpula superior. O plano da igreja é de ângulo reto e o mesmo é rico quanto aos ornamentos tradicionais da Geórgia. 

## Localização
Tsughrughasheni está localizada a aproximadamente 2 km da basílica de Bolnisi Sioni, na margem direita do rio Bolnisistsqali. 

## Galeria

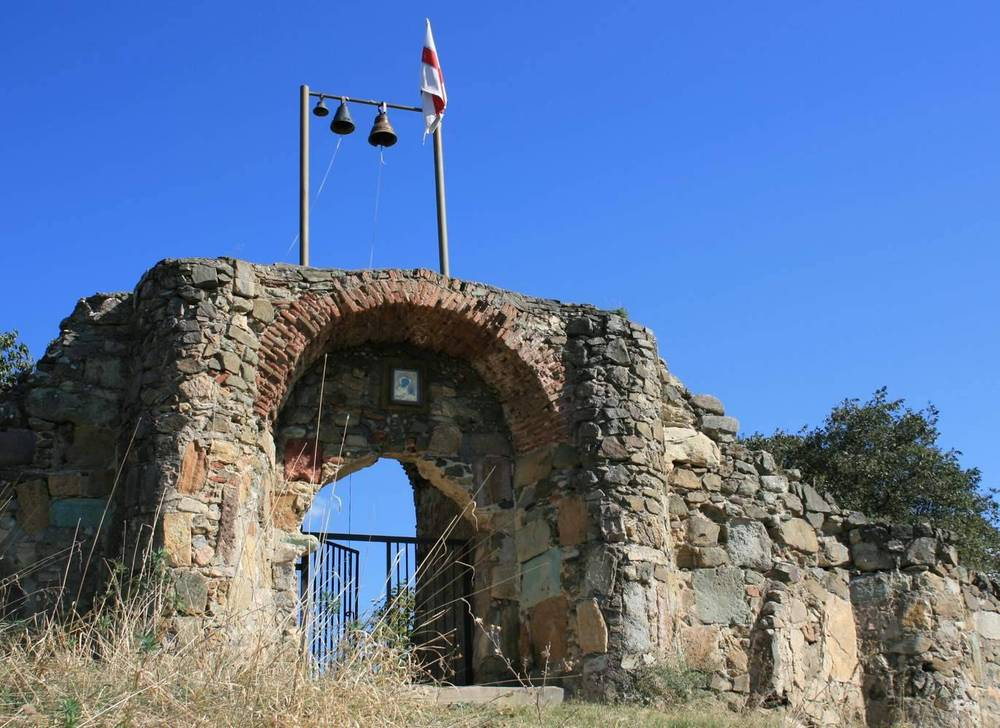
Porta da igreja
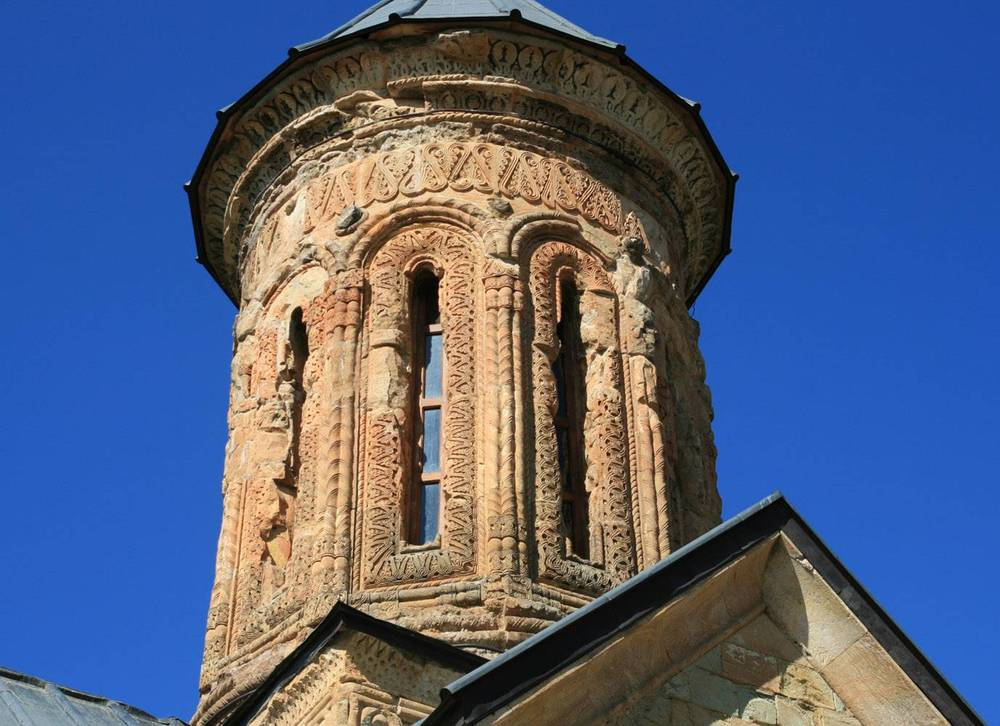
Detalhe exterior do tambor.
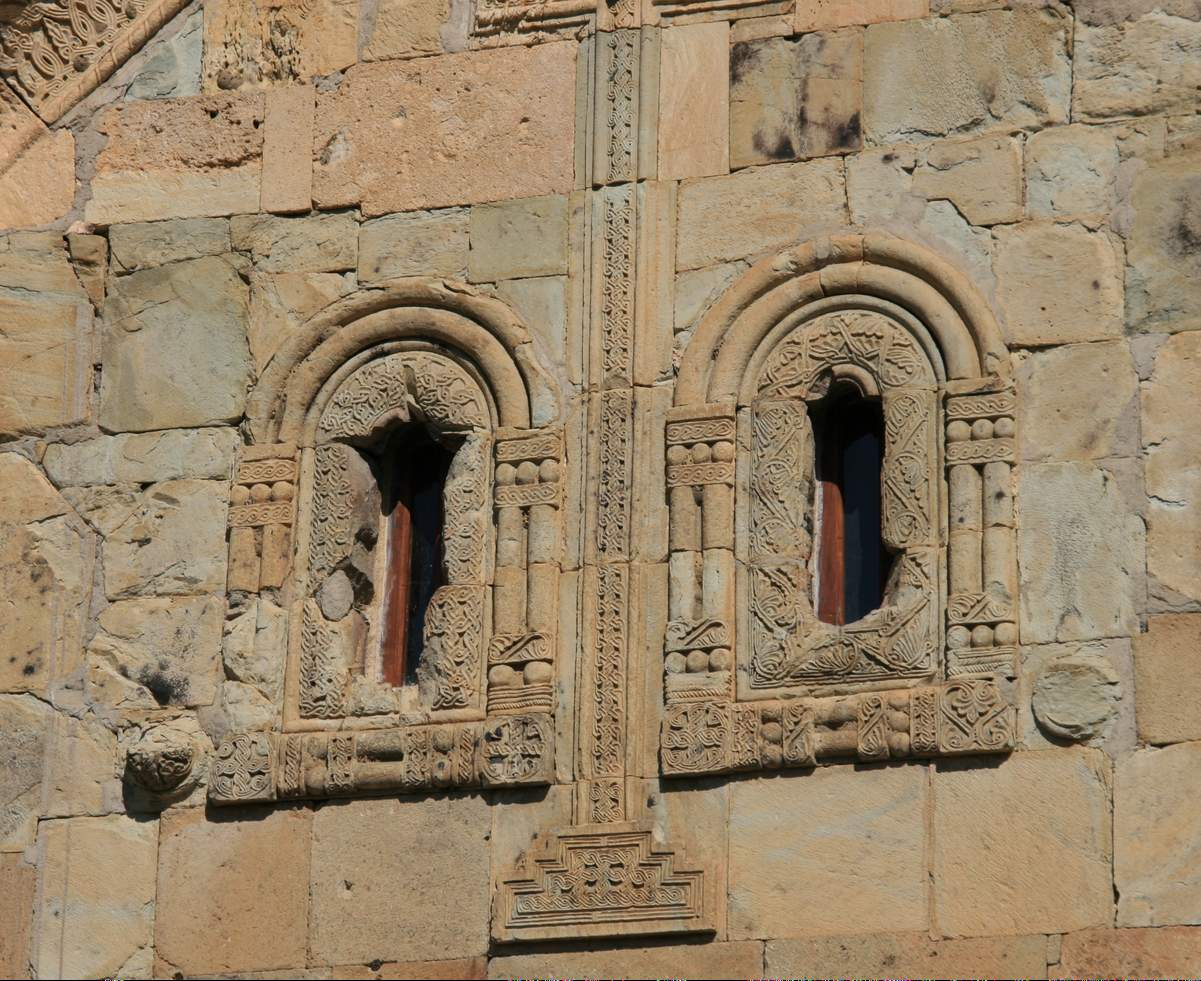
Janela na fachada exterior ocidental.
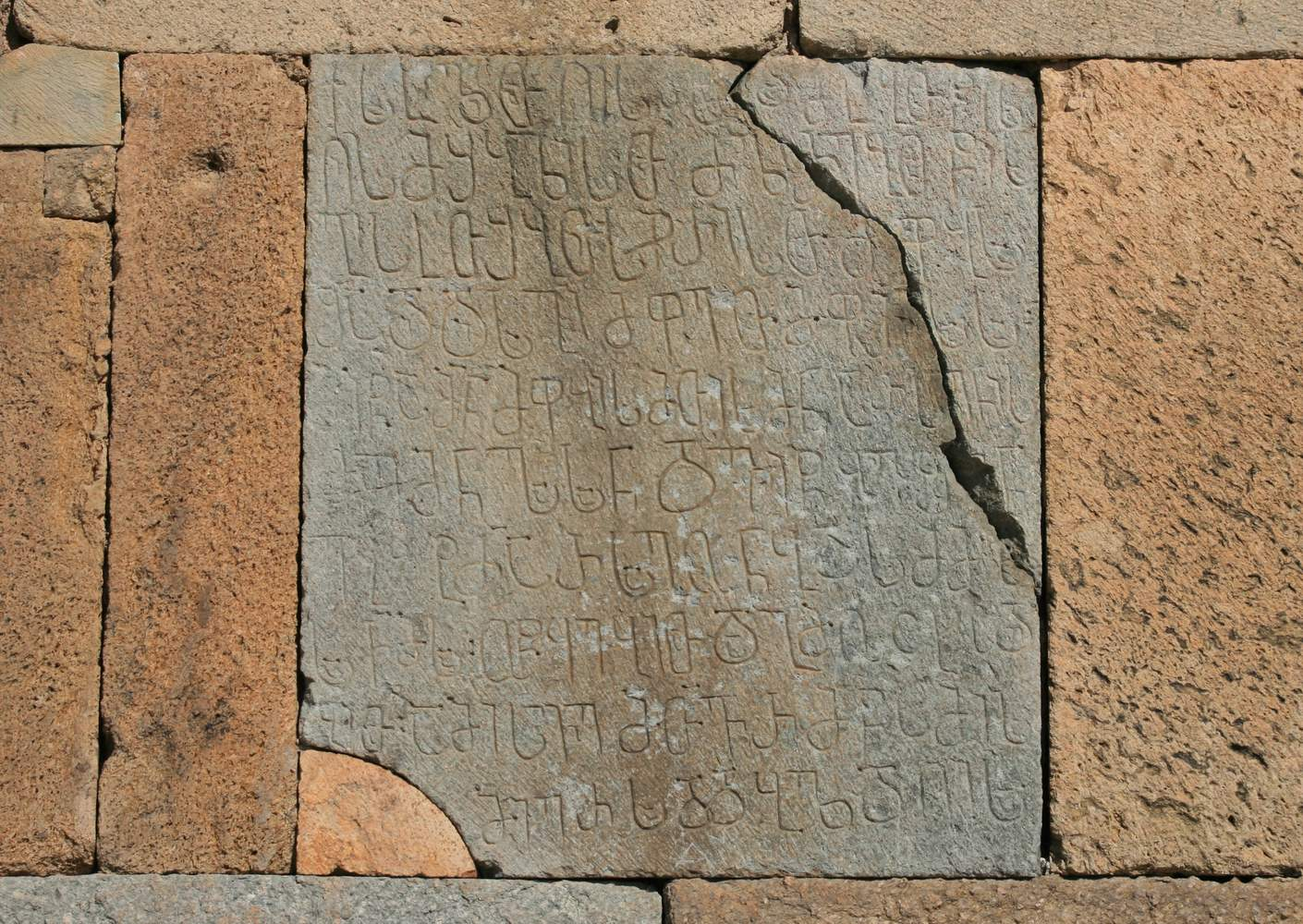
Gravado na fachada exterior ocidental.